# مارتن مايس
مارتن مايس هو دراج بلجيكي، ولد في 27 يناير 1997.

## وصلات خارجية
- مارتن مايس على موقع أرشيف الدراجات (الإنجليزية)
- مارتن مايس على موقع CycleBase (الإنجليزية)
- مارتن مايس على موقع MTB Data (الإنجليزية)